# Gmina Promina
Gmina Promina (chorw. Općina Promina) – gmina w Chorwacji, w żupanii szybenicko-knińskiej. W 2011 roku liczyła  1136 mieszkańców.